# Shepherd (Texas)
Shepherd es una ciudad ubicada en el condado de San Jacinto en el estado estadounidense de Texas. En el Censo de 2010 tenía una población de 2319 habitantes y una densidad poblacional de 146,33 personas por km².

## Geografía
Shepherd se encuentra ubicada en las coordenadas 30°29′8″N 95°0′43″O / 30.48556, -95.01194. Según la Oficina del Censo de los Estados Unidos, Shepherd tiene una superficie total de 15.85 km², de la cual 15.79 km² corresponden a tierra firme y (0.38%) 0.06 km² es agua.

## Demografía
Según el censo de 2010, había 2319 personas residiendo en Shepherd. La densidad de población era de 146,33 hab./km². De los 2319 habitantes, Shepherd estaba compuesto por el 75.68% blancos, el 14.23% eran afroamericanos, el 0.56% eran amerindios, el 1.47% eran asiáticos, el 0% eran isleños del Pacífico, el 5.95% eran de otras razas y el 2.11% pertenecían a dos o más razas. Del total de la población el 11.34% eran hispanos o latinos de cualquier raza.